# Gresik (ort)
Gresik är en ort och ett underdistrikt (kecamatan) i Indonesien.   Den ligger i provinsen Jawa Timur, i den västra delen av landet, 600 km öster om huvudstaden Jakarta. Gresik ligger 10 meter över havet och antalet invånare är 15 598. Gresik är huvudort i distriktet Kabupaten Gresik. 
Terrängen runt Gresik är platt. Havet är nära Gresik åt nordost. Runt Gresik är det mycket tätbefolkat, med 10 000 invånare per kvadratkilometer. Närmaste större samhälle är Surabaja, 14,9 km sydost om Gresik. Runt Gresik är det i huvudsak tätbebyggt.